# 沖仁
沖 仁（おき じん、1974年9月3日 - ）は、日本のフラメンコギター奏者。
2010年、“ニーニョ・リカルド”フラメンコギター国際コンクール外国人部門で、日本人で初めて優勝した。

## 人物
AB型。趣味はスキー、写真、ランニング、絵を描く（受賞歴あり）。二男一女の父。保護犬・保護猫を引き取り・暮らし、動物愛護に関心も高い。左利きであるが、ギターは右利き用を使用。

## 略歴
長野県生まれ。音楽好きの両親のもとに生まれ幼少の頃より様々な楽器に親しむ。ピアノ、尺八、ドラム、ベース、最終的には独学でエレクトリック・ギターを始める。その後カナダでクラシック・ギターを学んだのち、アメリカ合衆国に留学するための手続きを行っていたが、同じ頃にスペインのフラメンコギター奏者のビセンテ・アミーゴのアルバムを聴きかつてないほどの衝撃を受け、周囲の反対をよそにアメリカへの留学を取りやめ、強行にスペインへ移住。マドリッドから、のちにアンダルシア地方へ移住し、地元住民の輪に入って数年フラメンコギターを学んだ。
様々な国で現地の音楽家と数多の演奏経験がある。ボリビア、ラオス、ブラジル、アルゼンチン、インドネシア、スペイン、中国、韓国、フランス、イタリアなど。
2000年に、カンタオール（フラメンコの唄い手）の石塚隆充と、フラメンコユニット「Taka y Jin」を結成。
2002年には初のソロアルバム『ボリビアの朝』（自主制作）をリリース。第9回日本プロ音楽録音賞にて『ボリビアの朝』より「Fantasma II」が最優秀賞受賞。第12回では『Newday to be seen』より「Will I ever see your face again」が優秀賞を受賞。
2010年7月、スペインで開かれた第5回ムルシア“ニーニョ・リカルド”フラメンコギター国際コンクール（Concurso Internacional de Guitarra Flamenca ‘Niño Ricardo）で、日本人で初めて優勝した。同年9月、毎日放送『情熱大陸』に出演。
その後もソロ・アルバムをEMIミュージック・ジャパンやビクターエンタテインメント、からリリースしたほか、さまざまなアーティストに楽曲提供。音楽家は勿論あらゆるジャンル（オーケストラ、バレエ、能、長唄、朗読など）とのコラボレーションに精力的に取り組んでいる。フィギュアスケートとの親和性も高く、アニメ「ユーリ!!!on ice」で演奏、また複数の選手のプログラムで演奏された。近年では演奏活動、フラメンコギター演奏のワークショップ等教授活動にも注力。
2022年、デビュー20周年記念アルバム『20 VEINTE～20年の軌跡～』をリリース。

## 共演アーティスト
セラニート、マヌエル・アグヘータ、ドローレス・アグヘータ、アルベルト・ロペス、ハビエル・コンデ、ドミンゴ・オルテガ、グリーシャ、河村隆一、玉置浩二、福田進一、渡辺香津美、coba、梁邦彦、葉加瀬太郎、郷ひろみ、押尾コータロー、タモリ、上妻宏光、小松亮太、近藤真彦、福山雅治、東山紀之、吉井和哉、大貫妙子、平原綾香、宮本笑里、NEWS、石丸幹二、NAOTO、木村大、大萩康司、村治佳織、槇原敬之、MIYAVI、jazztronik、德永英明他多数。

## ディスコグラフィー

### アルバム
- ボリビアの朝 Una manana en Bolivia（2002年、自主制作・2008年、TONETONE RECORDSより再発）
- New day to be seen（2005年、TONETONE RECORDS）
- Nacimiento〜誕生〜（2006年、EMIミュージック・ジャパン）
- Respeto 〜十指一魂〜（2007年、EMIミュージック・ジャパン）
- OKI JIN IN CONCERT 2005（2008年、TONETONE RECORDS）
- Al Toque 〜フラメンコの飛翔〜（2010年、ビクターエンタテインメント）
- MI CAMINO 〜10年の軌跡〜（2010年、ビクターエンタテインメント）
- Concierto 〜魂祭〜（2011年、ビクターエンタテインメント）
- MI CAMINO 2〜!!GUITARRA!! 〜（2012年、ビクターエンタテインメント）
- Dialogo[ディアロゴ]〜音の対話〜（2013年、ビクターエンタテインメント）
- エン・ビーボ!〜狂熱のライブ〜（2015年、ビクターエンタテインメント）
- Clásico［クラシコ］（2017年、ビクターエンタテインメント）
- Spain （2018年、Sony Music Japan International）
- 20 VEINTE～20年の軌跡～（2022年、Sony Music Japan International）

### 映像作品
- Con Palmas 〜ライヴ・アット・ブルーノート〜（2011年、ビクターエンタテインメント）
- Concierto[コンシエルト]〜Winter Tour 2011〜（2012年、ビクターエンタテインメント）
- Dialogo[ディアロゴ]〜Live at ORCHARD HALL〜（2014年、ビクターエンタテインメント）

### 楽曲提供
- 「風林火山〜巡礼紀〜」 - NHK大河ドラマ「風林火山」使用曲。
- 「ONE TIME feat. 一星 & 沖仁」 - SoulJaの楽曲。
- 「マイ・フェイヴァリット・シングス」 - JR東海CM曲。
- 「Viajero 〜旅立ちの日〜」「My way 〜Mi camino〜」 - BS-TBS「にっぽん歴史街道」OP、ED。
- 「My way 〜Mi camino〜」 - BS-TBS「美しい日本に出会う旅」ED。
- 「La Vida」 - 中森明菜 「Rojo -Tierra-」カップリング。
- 「情熱の花」- EXILE　など

## 主なメディア出演

### テレビ
- 『情熱大陸』（毎日放送、2010年9月5日）[6]
- 『ヨルタモリ』（フジテレビ、2014年10月19日・2015年9月20日） - 2014年は「世界音楽紀行」コーナーで出演